# Dokumacılar, Kıbrıscık
Dokumacılar là một xã thuộc huyện Kıbrıscık, tỉnh Bolu, Thổ Nhĩ Kỳ. Dân số thời điểm năm 2010 là 29 người.